# Ursel (Adelsgeschlecht)

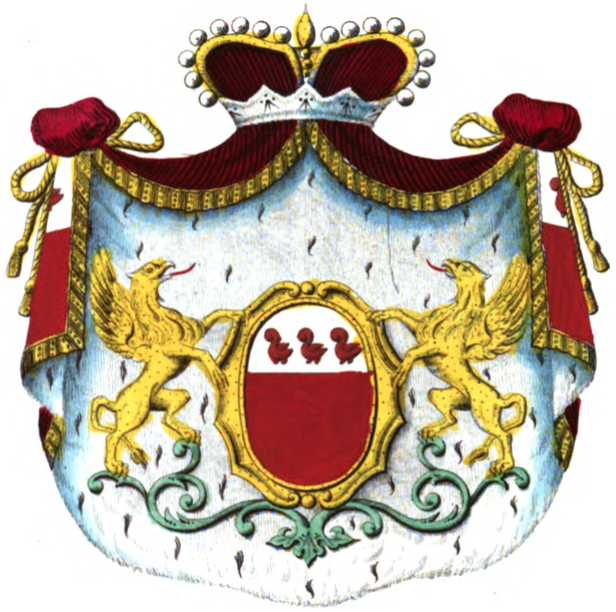
Wappen des Hauses Ursel

Ursel ist der Name eines belgischen Adelsgeschlechts. Das Familienoberhaupt führt den Titel Herzog von Ursel und Hoboken, die übrigen Mitglieder den Titel Graf bzw. Gräfin d'Ursel.

## Geschichte des Hauses Ursel

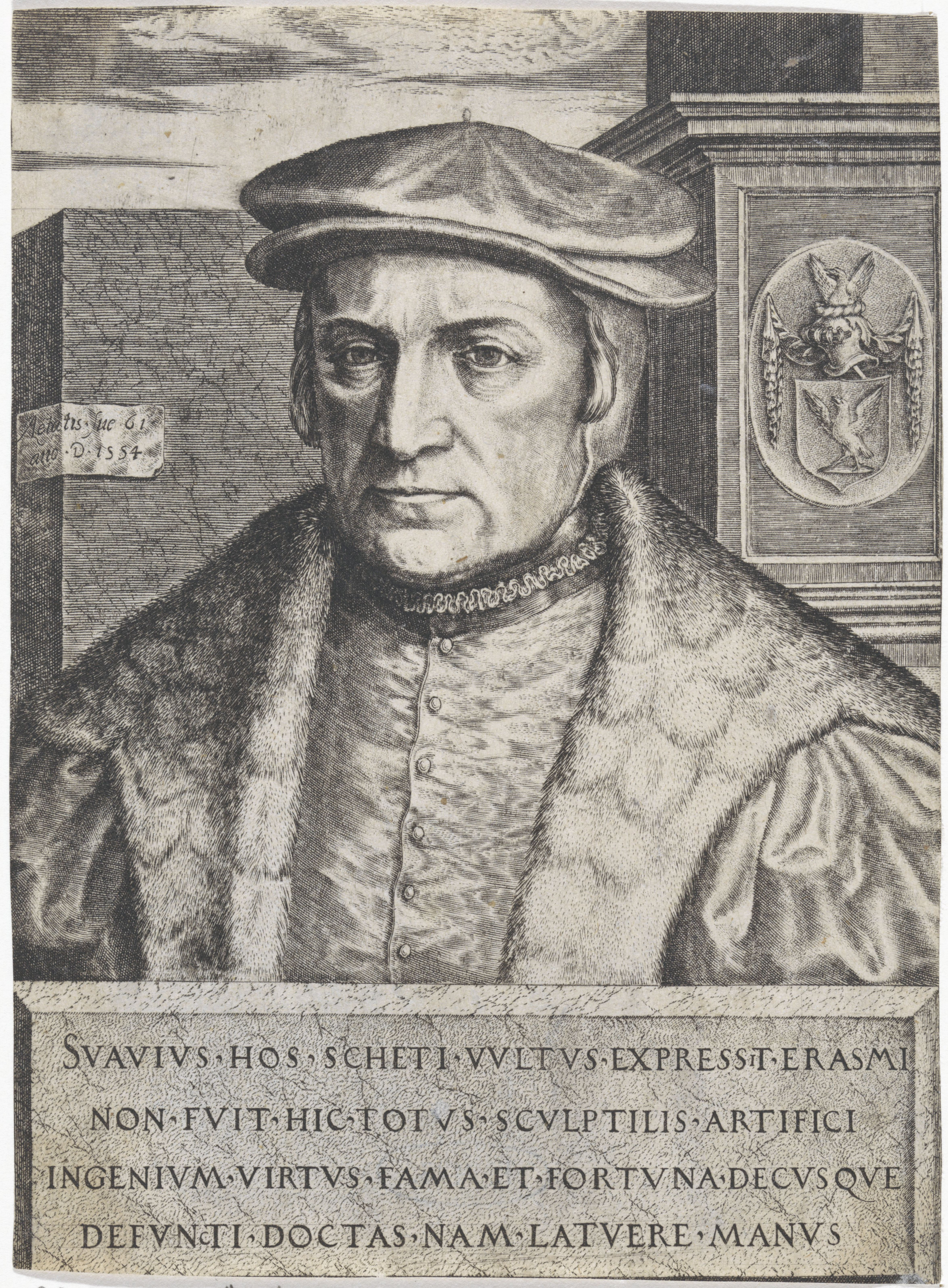
Erasmus Schetz (1476–1550), Münzmeister, Handelsherr

Die Familie hieß ursprünglich Schetz. Caspar Schetz ist zu Beginn des 15. Jahrhunderts in Schmalkalden in Thüringen erwähnt, um 1480 zog die Familie nach Hasselt (Belgien) und Maastricht. Erasmus Schetz (1476–1550) war – wie sein Vater Conrad († 1499) – Münzmeister des Fürstbischofs von Lüttich und begründete ein bedeutendes Handelshaus in Antwerpen, das sich im Zuckerhandel mit Brasilien und in der Gewinnung von Kieselzinkerz in den Minen von Kelmis engagierte. 1545 erwarb er die Herrschaft Grobbendonk.
Sein älterer Sohn Gaspard Schetz (1513–1580), Bankier in Antwerpen, wurde 1560 Schatzkanzler der Niederlande; er finanzierte Handelsgeschäfte mit Russland und Brasilien und gab dem spanischen König Philipp II. Kriegskredite; er erwarb die Güter Wezemaal, Heist-op-den-Berg und Hingene. Seine zweite Frau war Catherina van Ursel, Tochter des Antwerpener Bürgermeisters Lancelot van Ursel (1499–1573), dessen Geschlecht ursprünglich aus dem ostflandrischen Ort Ursel stammte. Gaspards ältester Sohn, Lancelot Schetz (1550–1619), wurde Bürgermeister von Brüssel, der zweite Sohn Karel Schetz (1552–1590) Kanzler des Ordens vom Goldenen Vlies, der vierte Sohn Conrad Schetz (später Conrad I. van Ursel, 1553–1632), Herr auf Hingene und Gesandter in Großbritannien, wurde 1600 zum Baron van Hoboken geadelt; 1617 ließ er sich von seiner Tante Barbara van Ursel adoptieren und nahm deren Namen an. Der jüngste Sohn, Anthonie Schetz (1561–1640), Gouverneur von ’s-Hertogenbosch, stieg 1602 zum Baron und 1637 zum Grafen von Grobbendonk auf; sein Zweig erlosch 1726 und der Besitz fiel an den Zweig Ursel.

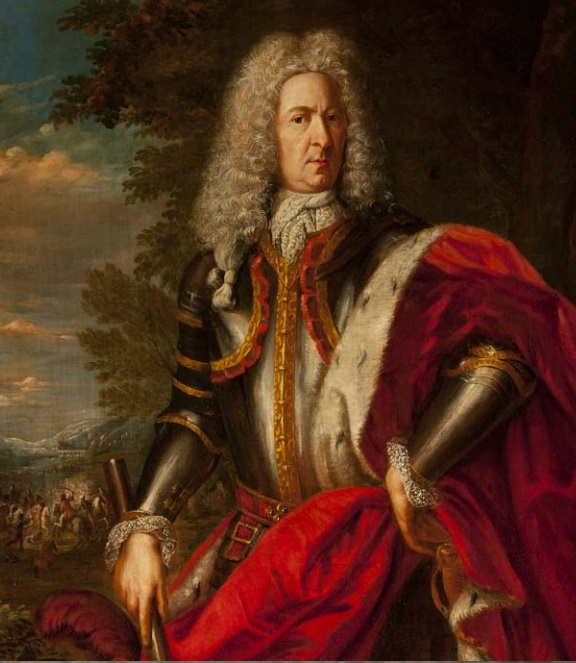
Conrad Albert, 1. Herzog von Ursel und Hoboken (1665–1738)

Der Sohn des Conrad van Ursel, Conrad II. (1592–1659), Herr auf Schloss Hermalle-sous-Huy (in Engis), wurde 1638 Reichsgraf. Dessen Urenkel Conrad Albert (1665–1738) wurde General und Administrator der Österreichischen Niederlande; Kaiser Karl VI. erhob ihn 1716 zum Herzog von Ursel und von Hoboken. Dessen Sohn Karl (1717–1775), der 2. Herzog, war österreichischer Feldmarschallleutnant und Militärgouverneur von Brüssel. Dessen Enkel Charles-Joseph (1777–1860), 4. Herzog, wurde Minister im vereinigten Königreich der Niederlande und später belgischer Senator. Dessen Enkel Joseph (1848–1903) war Gouverneur von Hennegau und Präsident des belgischen Senats. Verschiedene Familienmitglieder aus den jüngeren, gräflichen Zweigen dienten als belgische Diplomaten und Staatsbeamte.

## Die Herzöge von Ursel

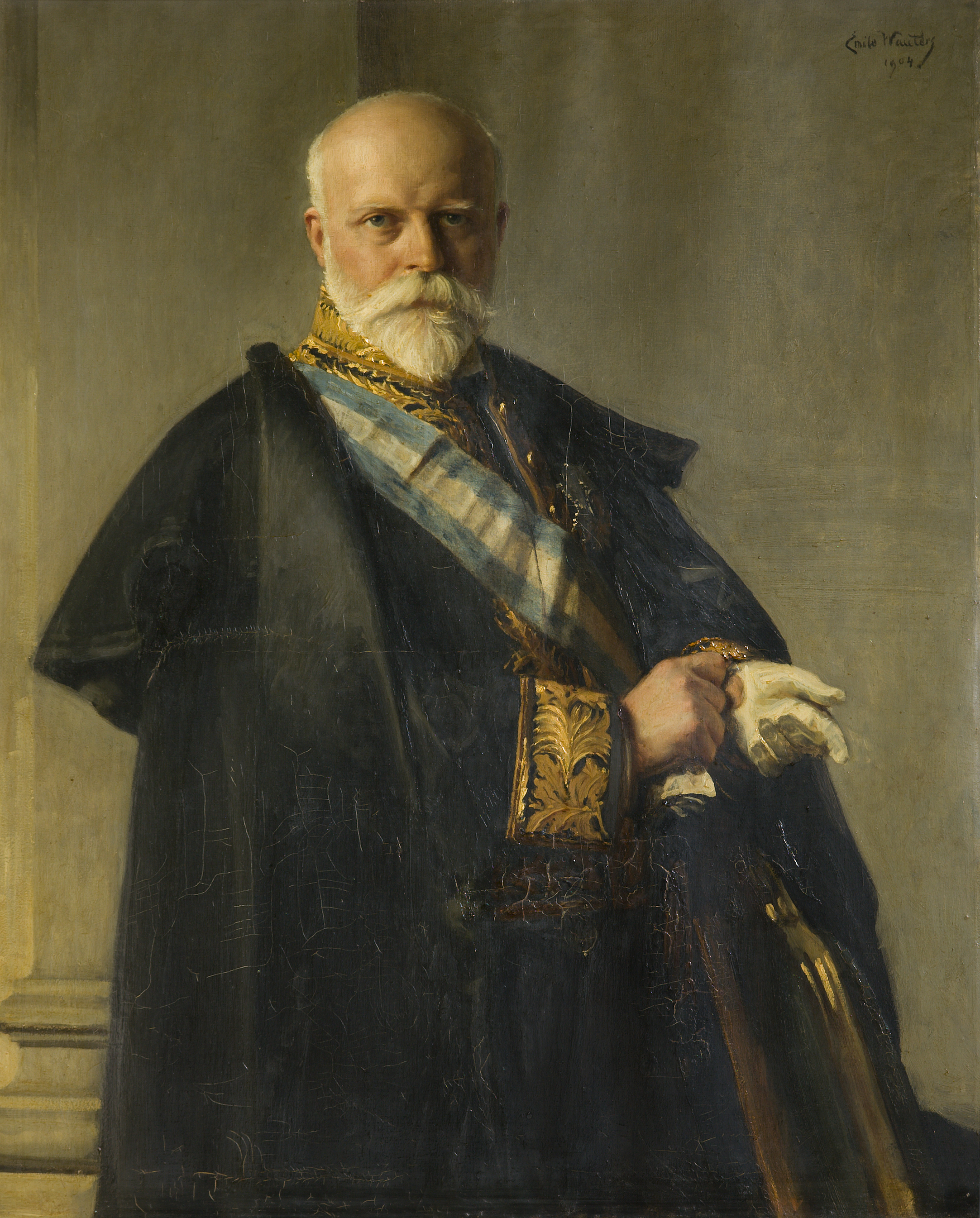
Joseph 6. Herzog d'Ursel (1848–1903)

1. 1716–1738: Conrad Albert (1665–1738) ⚭ Eleonore Prinzessin zu Salm
2. 1738–1775: Karl (1717–1775) ⚭ Eleonore Prinzessin von Lobkowitz
3. 1775–1804: Wolfgang Willem (1750–1804) ⚭ Flore Prinzessin von Arenberg
4. 1804–1860: Charles-Joseph (1777–1860) ⚭ Louise Ferrero Fieschi, Prinzessin von Masserano
5. 1860–1878: Léon (1805–1878) ⚭ I. Sophie d'Harcourt, ⚭ II. Henriette d'Harcourt
6. 1878–1903: Joseph (1848–1903) ⚭ Antonine Comtesse de Mun
7. 1903–1955: Robert (1873–1955) ⚭ Sabine de Franqueville
8. 1955–1974: Henri (1900–1974) ⚭ Antoinette de la Trémoille
9. 1974–1989: Antonin (1925–1989) ⚭ Ursula Michaelsen
10. 1989-heute: Stéphane (* 1971) ⚭ Catherine Bourguignon, Sohn: Matisse (* 2001)

## Bekannte Vertreter
- Joseph d’Ursel (1848–1903), 6. Herzog, Politiker
- Léon Léopold d’Ursel (1867–1934), belgischer Botschafter
- Anne Charlotte d’Ursel (* 1967), belgische Politikerin

## Besitzungen

Wappenschild des Hauses Ursel

Seit 1595 besaß die Familie ein Stadtpalais, das Hôtel d'Ursel an der Loksumstraat, in Brüssel. Als Landsitze dienten zunächst (bis ins 18. Jahrhundert) das Schloss Hoboken bei Antwerpen und Schloss Hermalle-sous-Huy in Engis. Der seit 1608 im Familienbesitz befindliche Sommersitz Hingene wurde 1761–1765 vom Architekten Giovanni Niccolò Servandoni (eigentlich Jean-Nicolas Servan; 1695–1766) für Herzog Karl barock umgestaltet; er befindet sich seit 1994 im Besitz der Provinz Antwerpen.
Die Schlösser Durbuy (seit 1756), Heks (in Heers), Linterpoorten (in Zemst) sowie Gruuthuse (in Oostkamp) befinden sich bis heute im Besitz von Familienmitgliedern.

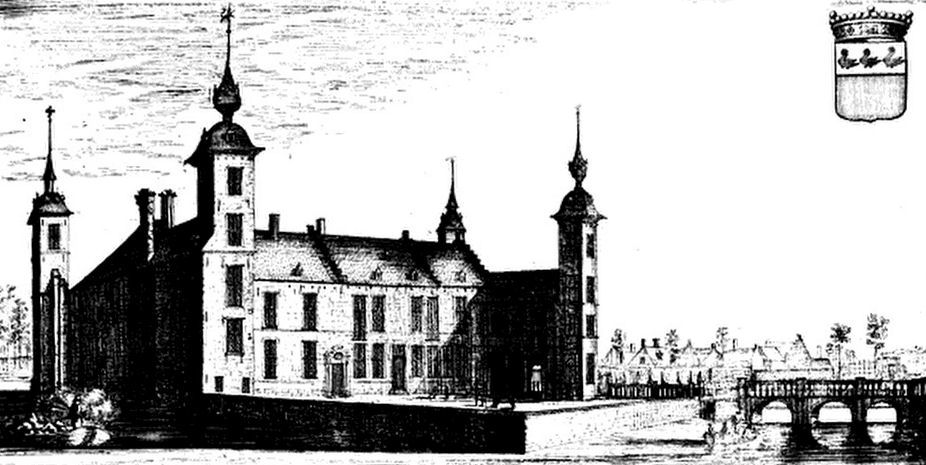
Schloss Hoboken bei Antwerpen
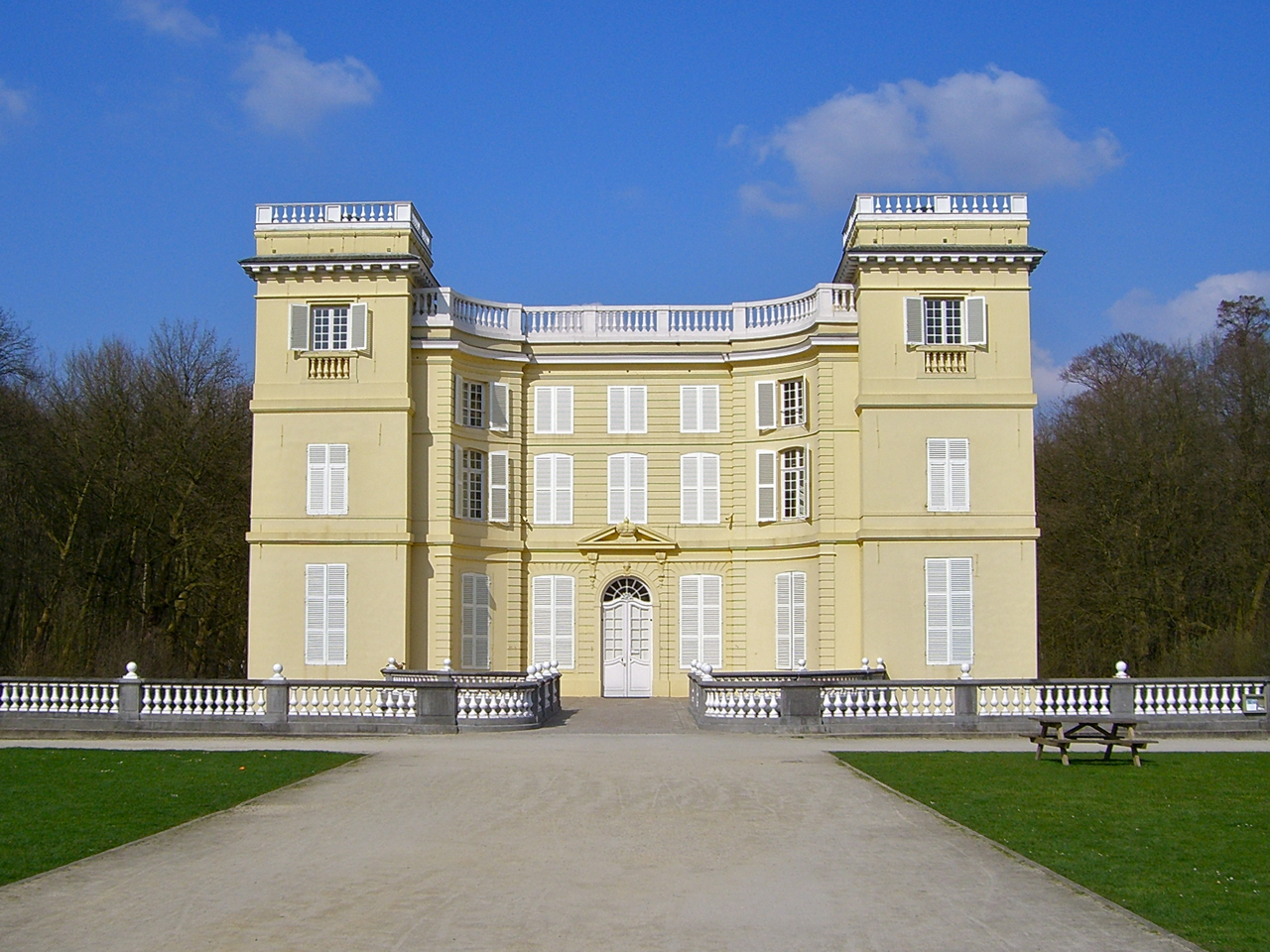
Schloss Ursel in Hingene, 1608-20. Jh. im Besitz der Familie
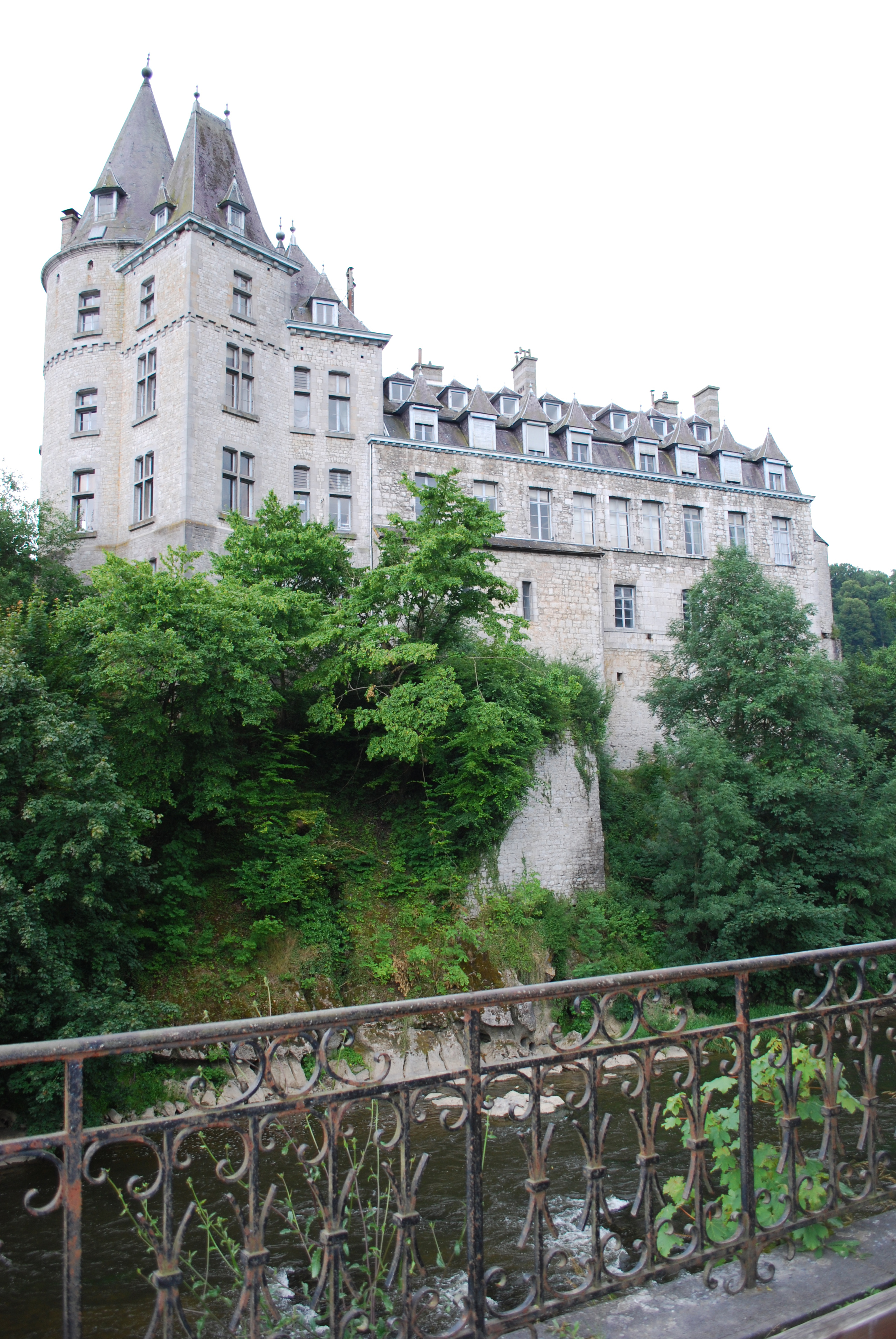
Schloss Durbuy, seit 1756 im Besitz
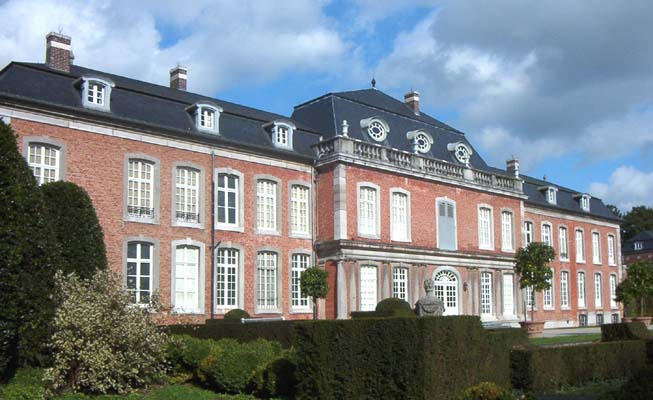
Schloss Heks
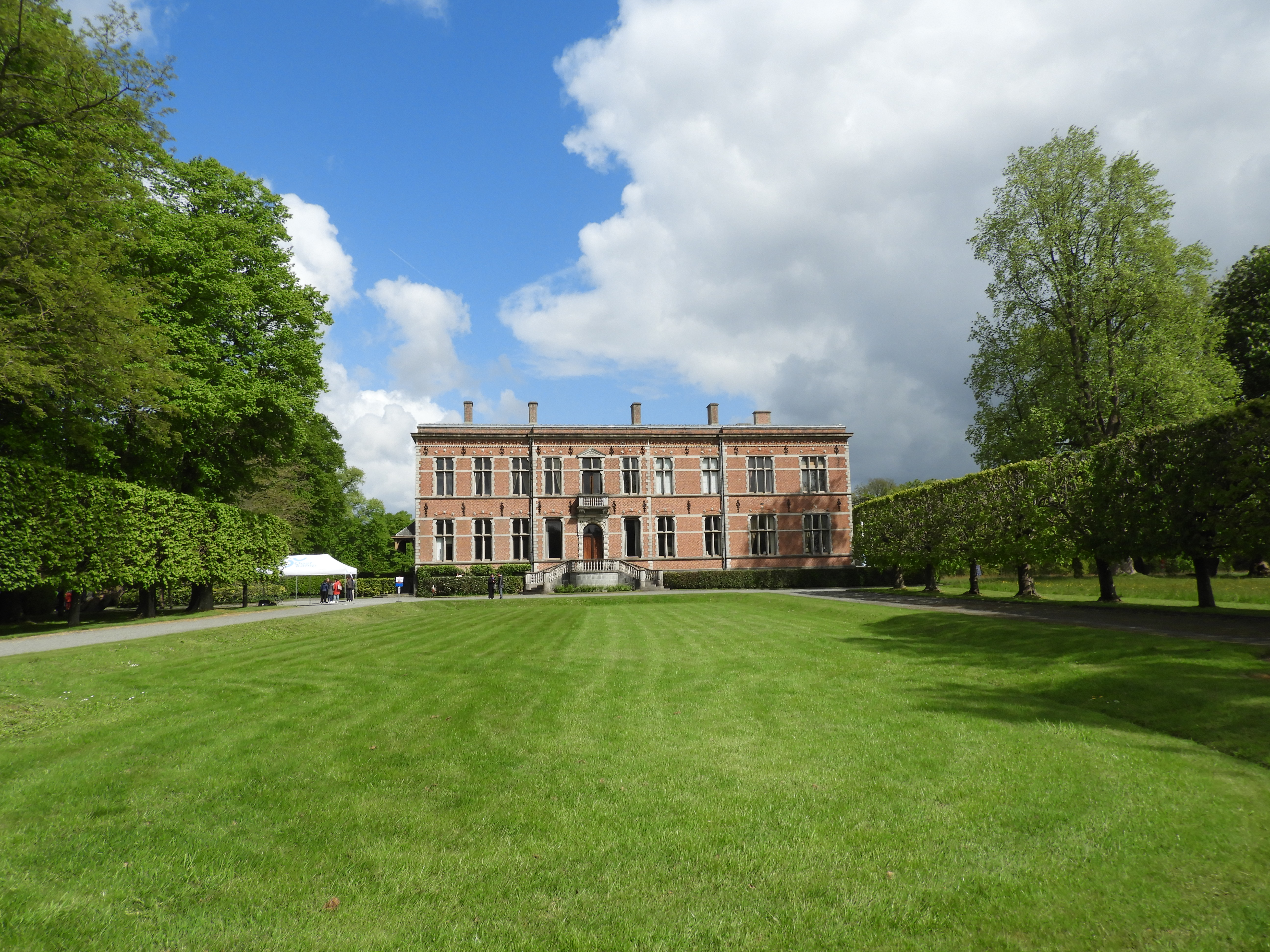
Schloss Gruuthuse